# Tytulatura

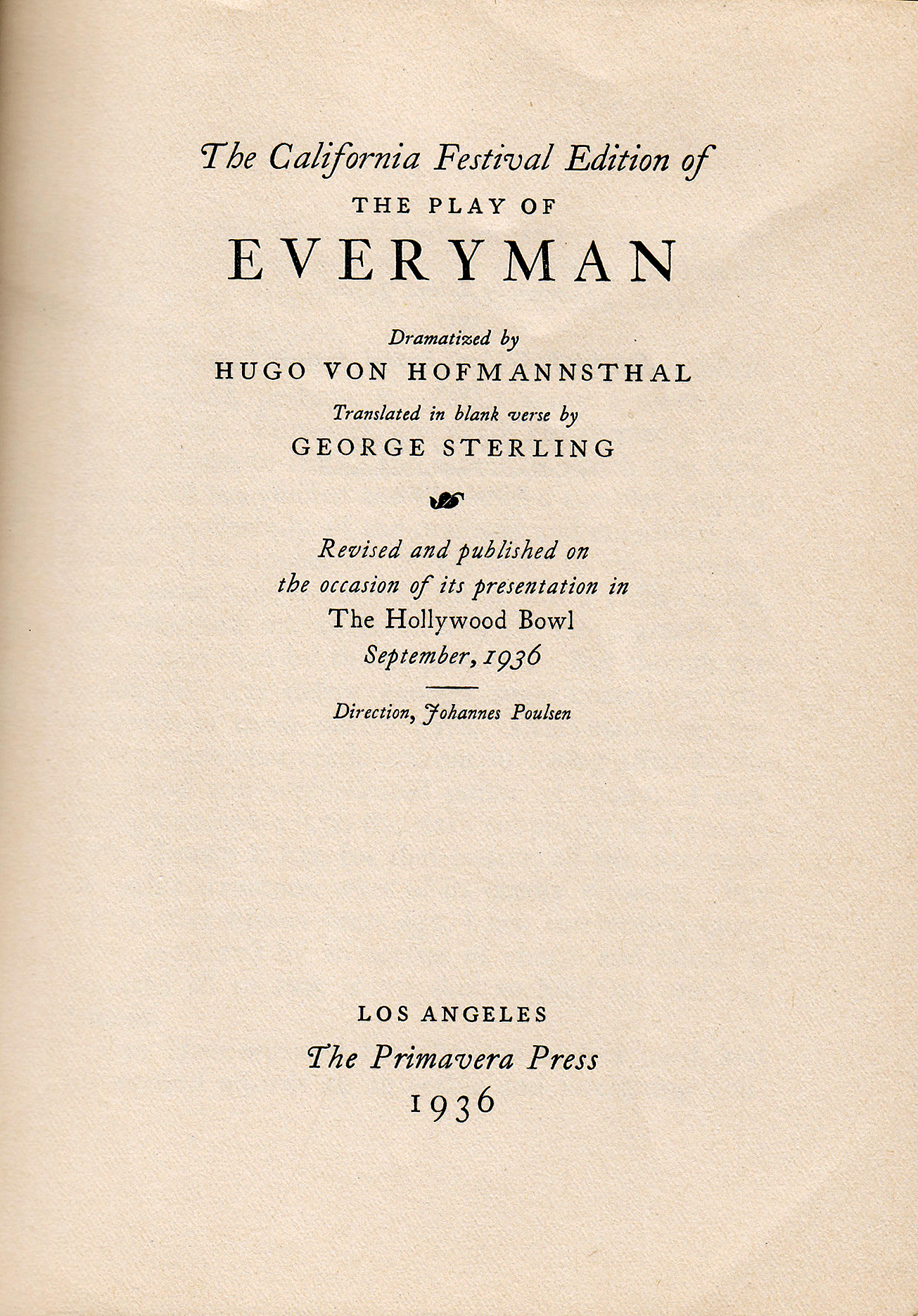
Strona tytułowa książki z 1936 roku

Tytulatura – zespół danych umieszczonych na karcie tytułowej i w metryce książki, zawierający imię i nazwisko autora, tytuł, tom, miejsce i rok wydania oraz instytucję wydawniczą lub drukarnię.